# 黄海道
黃海道 （：／ Hwanghae-do）昔屬朝鮮八道，位於朝鮮半島中西部，當時的面積有16,743.66平方公里，道府位於海州。
1954年，朝鮮把黃海道劃分為南北兩道。

## 地理
本道傳統上又稱海西。東鄰江原道，南臨京畿道，西為黃海，北為平安道 （1896年後為平安南道）。

## 沿革
始於1395年，稱豐海道 （풍해도）。1417年改稱黃海道。道名由黃州和海州合成。
1895年，朝鮮行二十三府制。本道被分為東西兩府，即海州府和開城府（개성부）。翌年即廢，兩府恢復原狀。
1945年朝鮮半島在三八線被瓜分，黃海道最南部的甕津半島（옹진반도）和延白郡（연백군）的一部分被劃入美國佔領區，與京畿道合併。1953年朝鮮战争休戰後，根據北方限界線，原被併入京畿道的大陸部分歸朝鮮，島嶼歸南韓。但自1999年以來，朝鮮主張的界線把島嶼部份納為己有，引起韓朝的海上衝突。

## 行政區劃

### 《經國大典》記載的區分

#### 牧（長官：牧使）
- 黃州牧、海州牧

#### 都護府（長官：都護府使）
- 延安都護府、平山都護府、瑞興都護府、豐川都護府

#### 郡（長官：郡守）
- 谷山郡、鳳山郡、安岳郡、載寧郡、遂安郡、白川郡、信川郡

#### 縣（長官：縣令）
- 新溪縣、甕津縣、文化縣、牛峰縣

#### 縣（長官：縣監）
- 長連縣、松禾縣、長淵縣、康翎縣、殷栗縣、江陰縣、兔山縣

### 朝鮮光復前
1945年朝鮮光復時的行政區劃有由一個市及17個郡構成，分別如下：
- 海州市 (해주시)
- 碧城郡 (벽성군)
- 延白郡 (연백군)
- 甕津郡 (옹진군)：直到1945年，甕津郡管有一個邑及10個面，即：甕津邑、茄川面、交井面、東南面、鳳邱面、富民面、北面、西面、龍淵面、龍泉面、興嵋面。1945年8月15日解放後，南北分治，三八線以北的交井面和茄川面歸北韓管轄，以南的甕津邑、東南面、鳳邱面、富民面、北面、西面、龍淵面、龍泉面、興嵋面歸大韓民國管轄。
- 長淵郡 (장연군)
- 殷栗郡 (은율군)
- 松禾郡 (송화군)
- 信川郡 (신천군)
- 鳳山郡 (봉산군)
- 載寧郡 (재령군)
- 金川郡 (금천군)
- 瑞興郡 (서흥군)
- 新溪郡 (신계군)
- 平山郡 (평산군)
- 黃州郡 (황주군)
- 安岳郡 (안악군)
- 遂安郡 (수안군)
- 谷山郡 (곡산군)

### 歷代道知事
- 1919年 ~ ? : 申應熙 (신응희)
- 1921年 ~ 1923年 : 朴重陽 (박중양)
- 1926年 ~ 1928年 : 朴重陽 (박중양)
- 1928年 ~ ? : 朴相駿 (박상준)
- 1937年2月 ~ 1939年之前 : 姜弼成 (강필성)
- 1939年 ~ 1942年 : 金秉泰 (김병태)

## 名人
- 金九 (大韓民國國父)
- 安重根（獨立運動家）
- 趙明河（獨立運動家）
- 金綺秀（政治家）
- 李承晚（政治家、大韓民國首任總統）
- 周時經（學者）